# مايك ديفيس (لاعب كرة سلة مواليد 1946)
مايك ديفيس (بالإنجليزية: Mike Davis)‏ مواليد 26 يوليو 1946 في بروكلين، هو لاعب كرة سلة أمريكي معتزل. بدأ مسيرته الاحترافية في سنة 1969. تم اختياره من قبل فريق واشنطن ويزاردز خلال الدرافت. يبلغ طوله 6 قدم 3 بوصة (1.9 م). اعتزل اللعب في 1973. لعب مع واشنطن ويزاردز وبوفالو بريفز.

## روابط خارجية
- مايك ديفيس على موقع إن بي أي (الإنجليزية)
- مايك ديفيس على موقع سبورتس رفرنس (الإنجليزية)
- مايك ديفيس على موقع ريلجم (الإنجليزية)
- مايك ديفيس على موقع بروبوليرز (الإنجليزية)